# Birtles
Birtles var en civil parish från 1866 till 1936 då den blev en del av Henbury och Over Alderley, i grevskapet Cheshire, i England. Civil parish var belägen 5 km från Macclesfield och hade 50 invånare år 1931.